# Lepisosteus oculatus
El  catán pinto (Lepisosteus oculatus) es un pez holósteo de agua dulce de la familia Lepisosteidae, presente en los Estados Unidos con poblaciones menores en el noreste de México. También se conoce como pejelagarto ocelado, pejelagarto pintado, catán pintado, pez caimán moteado o gaspar pintado)

## Descripción

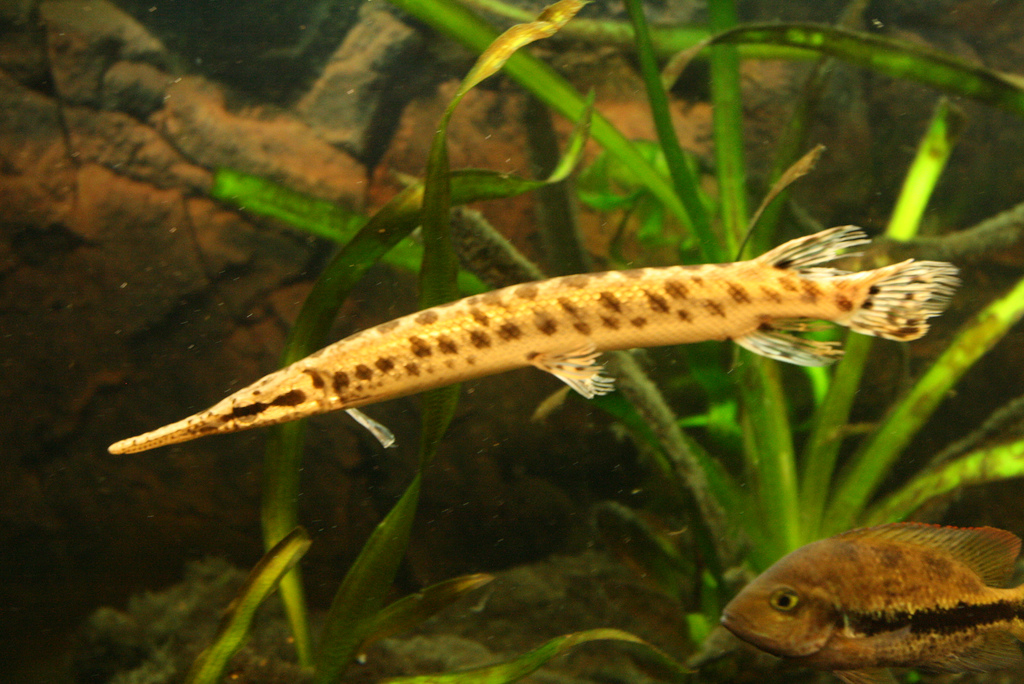
Catán pinto u ocelado, juvenil en un acuario.

Los catanes pintos son peces grandes de forma alargada con un hocico prolongado con muchos dientes utilizados para comer peces y pequeños crustáceos. Alcanzan la madurez reproductiva pasados los primeros 10 años de vida entre 30-40 centímetros de longitud y al pesar de 1.8 a 2.7 kilos en promedio, convirtiéndolo en la especie de catán más pequeña de las cuatro especies de que tiene su género. El nombre Lepisosteus en latín significa "escama como hueso" y “oculatus” significa “con ojos”, haciendo alusión a las manchas redondas en su cuerpo. Su hábitat son lagos claros de aguas poco profundas y se encuentran en arroyos, ríos y lagos.

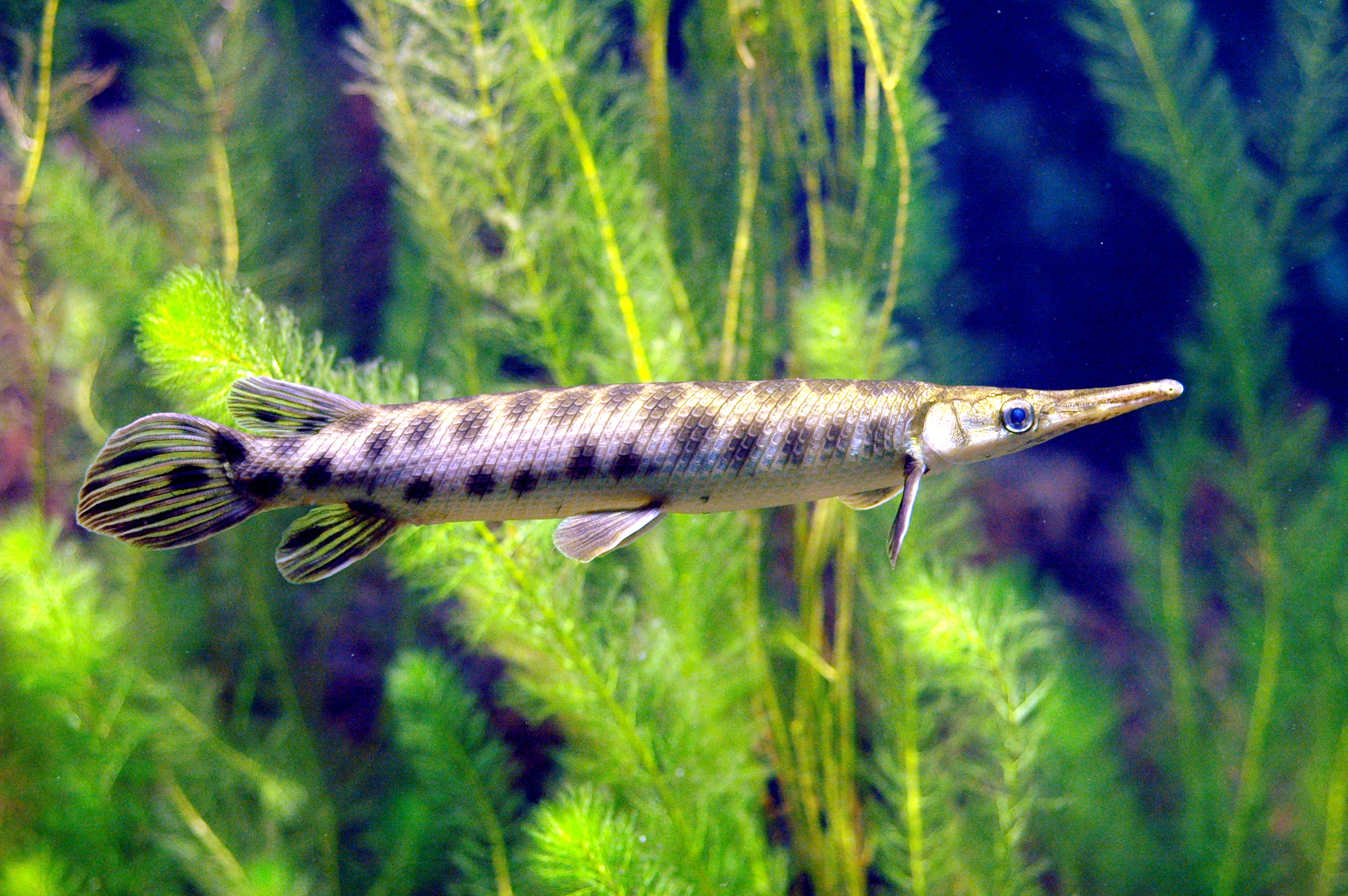
Catán pinto u ocelado, en un acuario.

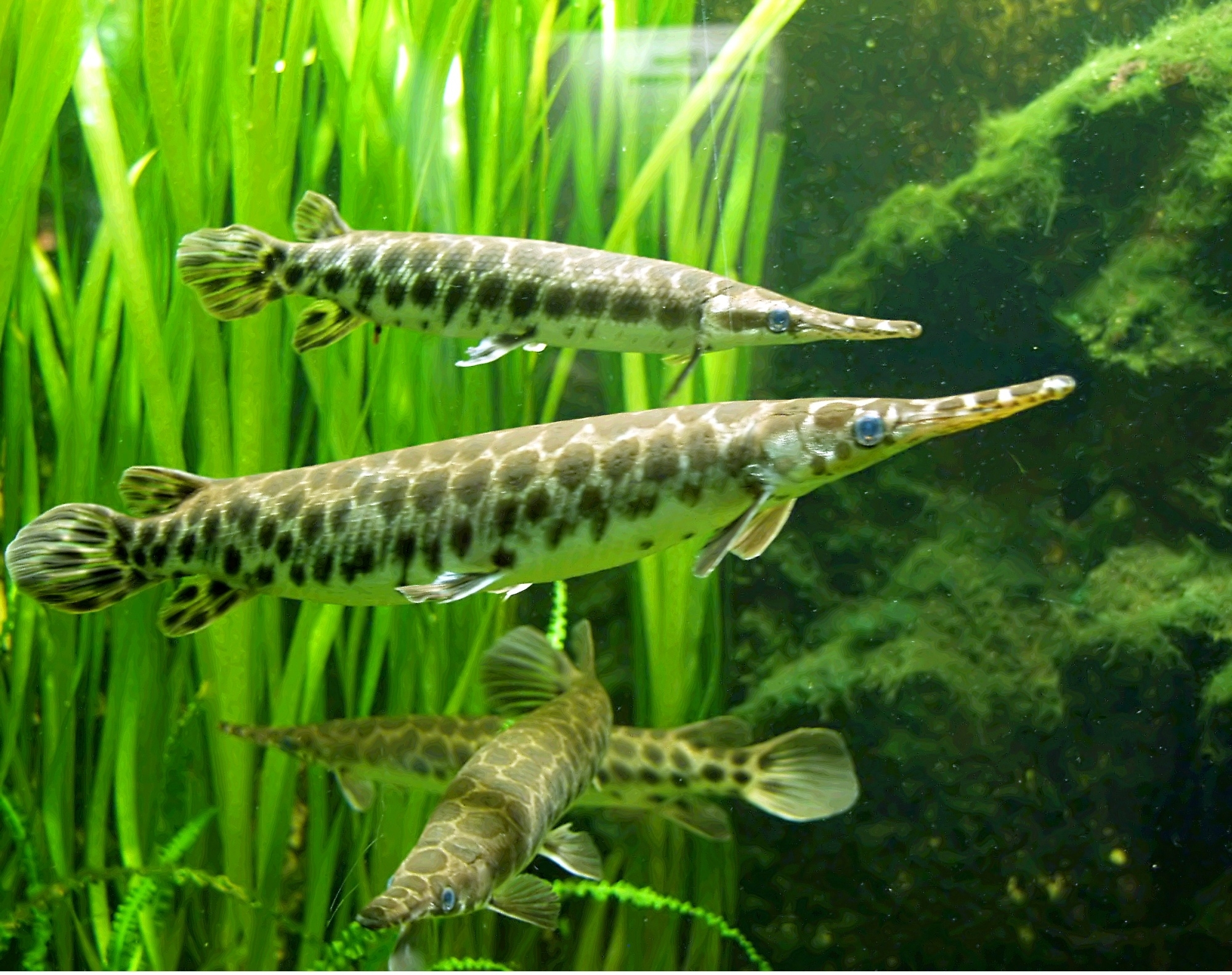
L. oculatus en acuario en "Aquazoo Löbbecke-Museum" en Düsseldorf, Alemania

El Catán pinto Lepisosteus oculatus forma parte de la familia de los pejelagartos (Lepisosteidae) Se caracterizan por ser uno grupo de pocos entre los peces actuales con escamas ganoideas. Se sabe que dicha especie ha hibridado de manera natural con el catán de la Florida (Lepisosteus platyrhincus) los híbridos resultantes se parecen en su aspecto a L. oculatus. Esta especie se encuentra en estanques de aguas tranquilas, claras y aguas estancadas de los arroyos de tierras bajas, ríos, esteros, pantanos y cenagales. En ocasiones entra en aguas salobres. Este pez es un depredador voraz, se alimenta de varios tipos diferentes de peces y crustáceos. Gusta desovar en aguas poco profundas, con gran cantidad de vegetación sumergida y ramas de árboles. La temporada de desove ocurre entre abril y mayo. Una hembra puede tener múltiples parejas de apareamiento y la hembra es generalmente más grande que los machos que se aparean con ella. La cantidad de huevos que la hembra pone varía y pueden ser de hasta unos 20,000 huevos, pero en promedio una puesta tiene alrededor de 13,000 huevos. Ponen sus huevos en las hojas de las plantas acuáticas. Los huevos son de color verde y tienen un recubrimiento adhesivo que los mantiene unidos a la vegetación acuática. Después de 10 a 14 días los huevos eclosionan. Es en este estadio de su vida en que los catanes son más vulnerables. El promedio de vida de vida de L. oculatus varía entre machos y hembras. El promedio de vida máximo registrado para esta especie de es de 18 años de edad. (Murie et al 2009). El dimorfismo sexual es reducido entre los lepisosteiformes, es sabe que las hembras tienen a ser más grandes y vivir más que los machos, teniendo una taza más baja de mortandad anual.
Es un pez grande y alargado de cuerpo redondeado, con un hocico moderadamente prolongado (de 57 a 65 % de la longitud dorsal de la cabeza) y moderadamente estrecho, con las fosas nasales en la punta. Los adultos poseen una sola fila de colmillos de forma cónica agrandados en cada lado (en infraorbitales, 2 filas pueden estar presentes en los jóvenes). El istmo (proyección carnosa del cuerpo que separa las aberturas branquiales), con pequeños huesecillos osificados, de 15 a 24 branquiespinas pequeñas y en forma de pera en la fila exterior del primer arco branquial. No hay espinas en las aletas, aletas dorsal y anal cortas e insertadas en la parte trasera del cuerpo, aleta caudal redondeada, ligeramente asimétrica, aletas pélvicas y pectorales colocadas muy bajo en el cuerpo, las aletas pectorales ubicadas en posición abdominal, escamas furcales en todas las aletas mediales. Grandes escamas óseas que no se superponen, entre 54-58 escamas en la línea lateral; aletas dorsal y anal opuestas muy atrasadas, con pocos radios; tres radios branquiales y ausencia de radios interoperculare. Vejiga natatoria vascularizada, lo que le permite respiración aérea. Cuerpo totalmente encerrado en una armadura de grandes y pesadas escamas romboides, ganoideas no imbricadas, las mejillas cubiertas de numerosas placas.

### Color
Cuerpo de coloración verde o marrón parduzca oscura, con profusión de puntos más oscuros sobre el cuerpo, cabeza y aletas. La parte superior de la cabeza con manchas grandes, oblongas y alargadas, pigmentación del cuerpo uniformemente oscura o con manchas gradualmente por encima de color marrón claro o marrón oscuro por debajo, por lo general con dos rayas de color café a ambos lados, una que corre como una banda sólida o una serie de manchas alargadas que parten desde el ojo hasta la aleta caudal y el otra en la parte inferior del cuerpo desde la aleta pectoral a la aleta caudal (esta banda ocasionalmente es disimulada por el pigmento oscuro uniforme en el vientre), los juveniles presentan rayas en los costados en lugar de puntos.

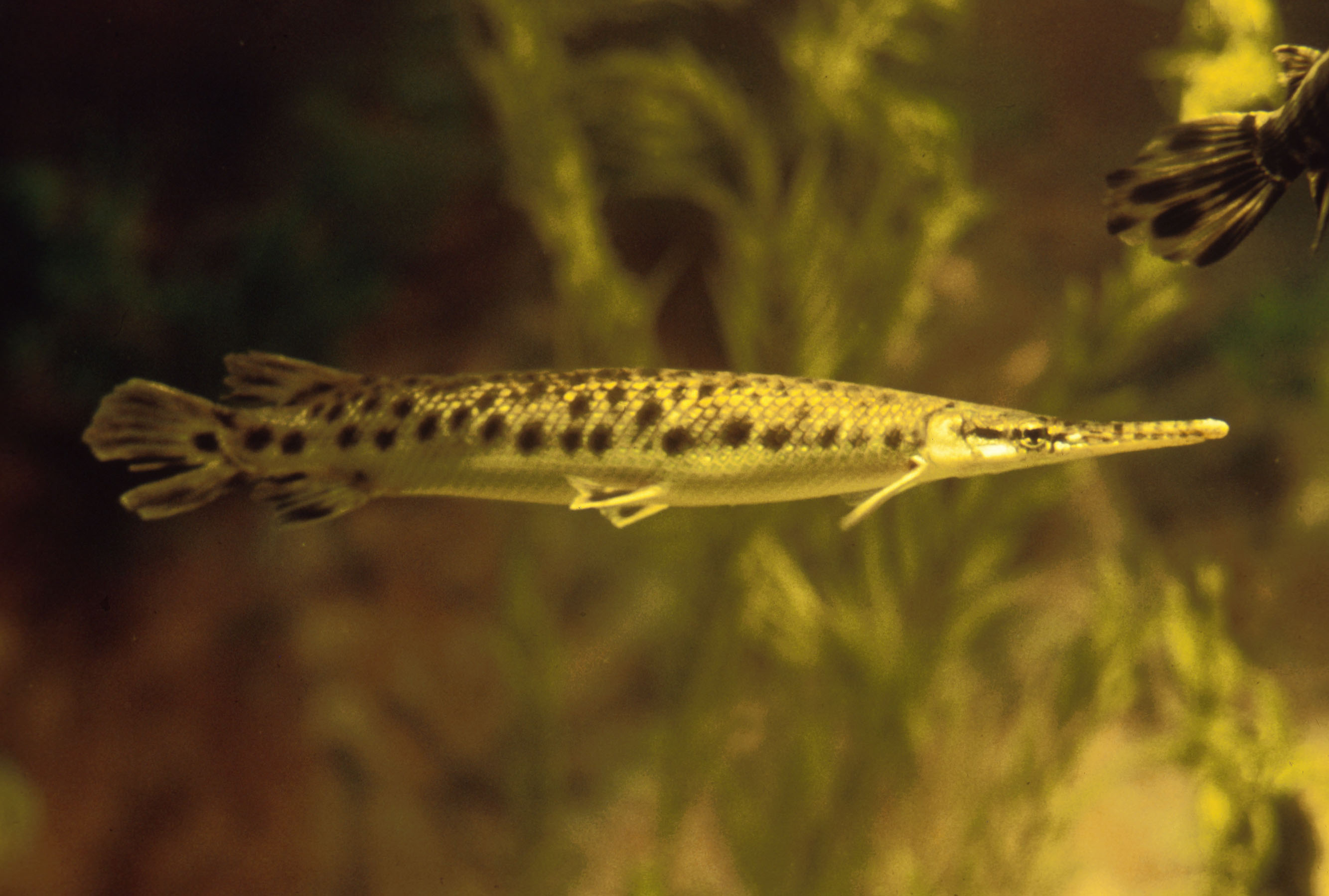
L. oculatus

### Tamaño
Máximo: probablemente más de 90 cm, 1.5 m LT, por lo general 1 m, común a 70 cm. Edad máxima reportada: 18 años.

## Distribución
Es una especie nativa de América del Norte, se distribuye desde el lago Erie y el sur del Lago Míchigan, bajando por sus drenes hacia el sur por la cuenca del río Misisipi a los drenes de la vertiente del Golfo, desde la parte inferior del río Apalachicola en Florida para río Nueces en Texas, Estados Unidos.
La especie es nativa de América del Norte, es más común en la cuenca del río Misisipi desde Minnesota a Alabama y el sur de Florida. Su área de distribución actual va desde el sur de Ontario, al oeste del río Nueces en Texas, al este de la costa norte del Golfo de México y el sureste de la parte baja de la cuenca río Apalachicola, en Florida. La especie llega a las cuencas de los Grandes Lagos, que abarcan la extensión más al norte en los Estados Unidos, estas cuencas son el sur de la cuenca del lago Míchigan, la cuenca del lago Erie y la cuenca del sureño lago Hurón. La población es pequeña en el norte y se ve amenazada en el lago Erie por la destrucción de su hábitat y la contaminación. Actualmente L. oculatus es más común en las aguas del sur, como la cuenca del río Misisipi, desde el sur de Minnesota a Alabama y el oeste de Florida. Los registros históricos indican L. oculatus  llegó a habitar en el río Támesis y el río Sydenham, en Ontario, Canadá. Además, la especie fue alguna vez común en Illinois en los ríos Green y los pantanos de Illinois en el Condado de la Unión aunque se presenta de forma esporádica, la población se ha reducido en estos sistemas de agua debido a la pérdida del hábitat específico que necesitan para vivir, que son estanques claros con una gran cantidad de la vegetación acuática.
Desde las cuencas de los bajos Grandes Lagos y el alto río Misisipi, IL, hacia el sur al este de los Apalaches hasta el río Escambia, FL, y de ahí hacia el oeste hasta el río Bravo, tan lejos de la desembocadura como en Ciudad Acuña, Coahuila. (S. Contreras-Balderas, com. pers. 1974), y en la boca del río Devil´s (ASU 5094), y en la laguna Madre, Tamps., determinado como Lepisosteus productus [Cope]).
Temperatura; 12 °C - 20 °C (Ref. Baensch & Riehl, 1985.); 43°N - 28°N.

### Introducciones
En 1990, de Estados Unidos a China; se desconoce si la especie ha establecido nuevas poblaciones.

## Hábitat
Moran en agua dulce y salobre, poseen un hábito demersal, por lo que se les observa en las partes bajas de los ríos, estuarios y lagunas costeras; al parecer, esta especies es menos tolerante a la salinidad elevada que Atractosteus spatula o Lepisosteus osseus. Se le encuentra en grandes cursos de agua, brazos muertos de los ríos o incluso en los grandes lagos de América del Norte, preferiblemente en zonas con abundante vegetación flotante. Ocasionalmente entra en zonas de agua salobre, pero principalmente en aguas dulces, a menudo en los tramos inferiores de los ríos y estuarios. Sus poblaciones son ampliamente alopátricas de la especie cercanamente emparentada de Lepisosteus platyrhincus que habita en la Península de la Florida al oeste del río Apalachicola y norte a lo largo de la costa oriental del sur de Georgia.

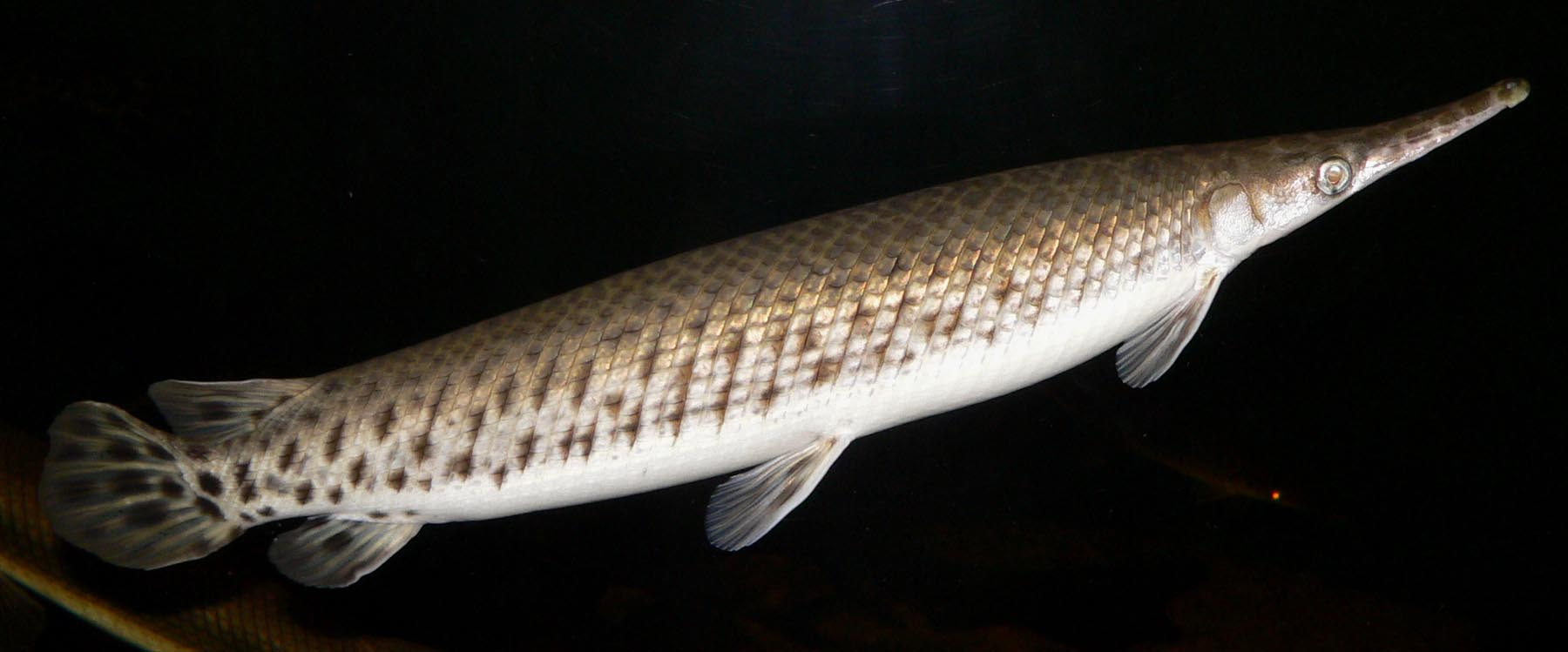
Hembra adulta de L. oculatus

## Ecología
Los adultos se encuentran en lagos y lagunas de aguas tranquilas, claras, también en aguas estancadas de las tierras bajas de los arroyos pequeños y grandes ríos, ojos de agua, pantanos y cenagales. De vez en cuando entran en las aguas salobres. Un voraz depredador, se alimenta de varias clases de peces y crustáceos. Los juveniles se alimentan de larvas de mosquitos y microcrustáceos por un corto tiempo, pero rápidamente se convierte en piscívoros, alimentándose de Gambusia spp. y  Fundulatus spp.., conforme se van desarrollando se alimentan casi exclusivamente de peces de tamaños más grandes. Un estudio de la dieta de L. oculatus  en el Canal de Tamiami, del Condado de Dade, Florida, por Burton P. Hunt evidencia un alto grado de selectividad y especialización en las presas, este estudio informa que en esa localidad la dieta de un catán manchado consiste básicamente de cuatro especies de peces; Fundulus chrysotus, Lepomis gulosus, Lepomis macrochirus y Lepomis punctatus que en conjunto suman el 18.1 % del volumen total de alimentos en el estómago, mientras que un 57.5 por ciento del contenido estomacal es principalmente camarón. Otros invertebrados llenaron el restante 23,6 por ciento del estómago. A pesar de ser un “depredador tope” en su ecosistema, se sabe que L. oculatus también se alimenta de larvas de insectos y algas que forman parte de otros niveles de su cadena trófica. L. oculatus no tiene muchos depredadores, sólo algunos peces carnívoros podrían atacarlo y esto solo durante una etapa de desarrollo temprana. Los pejelagartos son depredadores tope en la cadena alimentaria acuática de lagos y ríos. El pez podría competir con otros peces carnívoros como la Amia (Amia calva). En un estudio realizado en la cuenca del río Atchafalaya, Luisiana, Gregg A. Snedden indicó que la mayoría de los ejemplares de L. oculatus se ubicaban para la caza en los bordes del río, prefiriendo las áreas con ramas sumergidas como cubierta y evitando las zonas expuestas de los bancos de arena.

### Reproducción
Sin dimorfismo sexual, las diferencias sexuales no son evidentes, pero las hembras tienden a ser ligeramente más grandes que los machos, se tiene reportada una longitud en la primera madurez de 40 cm, se sabe que desova en abril, mayo y junio. Durante los temporales de lluvias una zona de inundación proporciona un hábitat para el desove y el hábitat de crianza para sus huevos. Las tasas de desplazamiento fueron más altas durante el verano que durante el otoño y el invierno, y fueron mayores por la noche que en la madrugada en ambas estaciones. La temperatura afecta en gran medida sus tasas de movimiento y su capacidad para patrullar su hábito hogareño. Cuando el agua está más caliente durante la primavera y el verano viajan con más frecuencia que durante las estaciones frías. Snedden también advierte que L. oculatus come 70 % de su ingesta de alimentos durante la noche en comparación con el anochecer y el amanecer. El desove se observó en la vegetación muerta y tapetes de algas en las zonas de remanso tranquilo.

### Ciclo biológico
El L. oculatus desova en la primavera durante los meses de abril, mayo y junio, o cuando la temperatura del agua oscila entre 21 °C y 26 °C dependiendo de la ubicación. Los sitios de desove incluyen las llanuras aluviales y los humedales con abundante vegetación acuática. También aguas poco profundas se estima prefieren la profundidad de 0-1m. Una hembra puede tener múltiples parejas de apareamiento (polígama y poliandria) y es generalmente más grande que los machos se aparean con ella. La cantidad de huevos de la hembra pone varían y puede ser de hasta aproximadamente 20,000 huevos. Dejan sus huevos en las hojas de las plantas acuáticas, estos son de color verde oscuro con un recubrimiento adhesivo que los mantiene adheridos a la vegetación acuática. Después de 10 a 14 días los huevos eclosionan. Los machos maduran a la edad de dos o tres años, mientras que las hembras maduran a los tres o cuatro años de edad. El promedio de vida de los machos es de 8 años de edad y de la hembra promedio de vida es de 10 años de edad. Las hembras tienen una tasa de mortalidad menor que los machos. El promedio de vida más largo registrado a la fecha en esta especie es de 18 años.

## Relación con el hombre

### Pesca
Estadísticas pesqueras separadas para esta especie no son reportadas. Capturados principalmente con redes de enmalle y de anzuelo y línea. La carne es comestible, se comercializa en fresco para el consumo local, pero en EUA no se valoran como alimento (a diferencia de México) dado que no se le considera un pez comestible.

### Mantenimiento en cautiverio

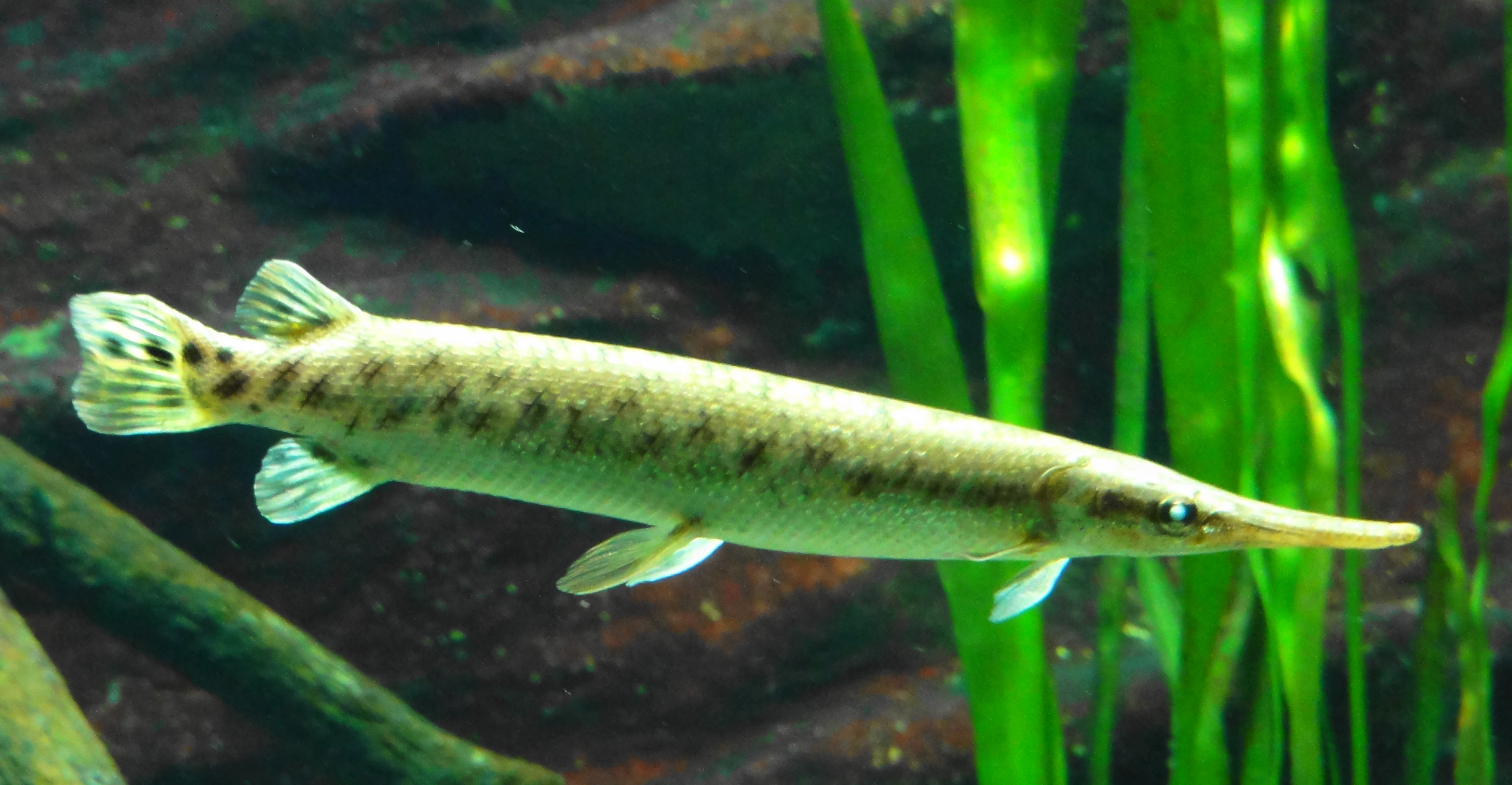
L.oculatus en el zoológico de Fráncfort del Meno, Alemania.

Esta especie se adapta bien al cautiverio, pero tiene requerimientos muy específicos. Si se desea que el pez alcance un gran tamaño, es necesario montar un acuario de 800 L como mínimo, este deberá ser cuadrado o lo suficientemente ancho para que el espécimen pueda dar la vuelta sobre sí mismo (en los criaderos a gran escala  se utilizan tanques de geomembrana circulares), además de requerir el espacio para nadar, en la acuariofilia de especies grandes a menudo se comete el error de mantener los peces en acuarios más largos que anchos, lo que estresa a los ejemplares y los hace más propensos a saltar fuera del tanque al ser asustados o a dañarse el hocico al chocar con el vidrio. Como decoración se recomiendan plantas flotantes para que los juveniles se sientan más cómodos, es importante que al elegir la decoración se busque imitar su entorno. El rango de temperatura que soportan es amplio, va desde los 12° a 20 °C pudiendo tolerar un poco más 25° en verano. Los parámetros del agua acostumbrados son un pH 7.0 y un DGH (grado de dureza general) de 25, estos parámetros pueden variar dada la extensa distribución geográfica y la plasticidad ambiental que la especie posee. Su alimentación en cautiverio es costosa comparada con las de otras especies, es muy voraz y debe ser a base de alimento vivo peces, crustáceos, camarones y acociles, se les puede dar alimento comercial pero acostumbrándo a los ejemplares paulatinamente. La zona de nado preferida es la superficie del acuario. Son peces de carácter agresivo con los más pequeños y pacíficos con los grandes, no dudará en comerse cualquier pez más pequeño. Su reproducción en cautiverio se ha logrado en granjas para cultivo, su reproducción empieza en primavera y se extiende hasta el verano, hasta 15 machos diferentes pueden aparearse en una misma temporada con la misma hembra dada la cantidad de huevos que libera durante el desove, esto ocurre en lugares donde el agua es baja y abunda la vegetación subacuática, muchas veces parte de los peces queda expuesta en la superficie al aparearse, por lo que es todo un espectáculo natural. Los huevos, después de ser fertilizados, se adhieren a rocas y a los troncos sumergidos, estos son venenosos.

### Conservación y amenazas
Entre los factores abióticos y antropogénicos que afectan a las poblaciones de L. oculatus se incluye la destrucción de su hábitat, la contaminación y el aumento de la sedimentación en el agua. En 2002, el Departamento Calidad Ambiental de Luisiana (Louisiana Department of Environmental Quality), de la Oficina de Recursos Hídricos, en coordinación con la Agencia de Protección Ambiental de los Estados Unidos tomaron muestras de tejido de peces en el Bajo Río Misisipi para realizar pruebas de bioacumulación en tejidos de metales pesados, agroquímicos y compuestos orgánicos. En los ejemplares de L. oculatus se encontraron altas concentraciones de metales pesados y compuestos orgánicos, lo que representa un riesgo en el consumo humano, pudiendo causar cáncer.

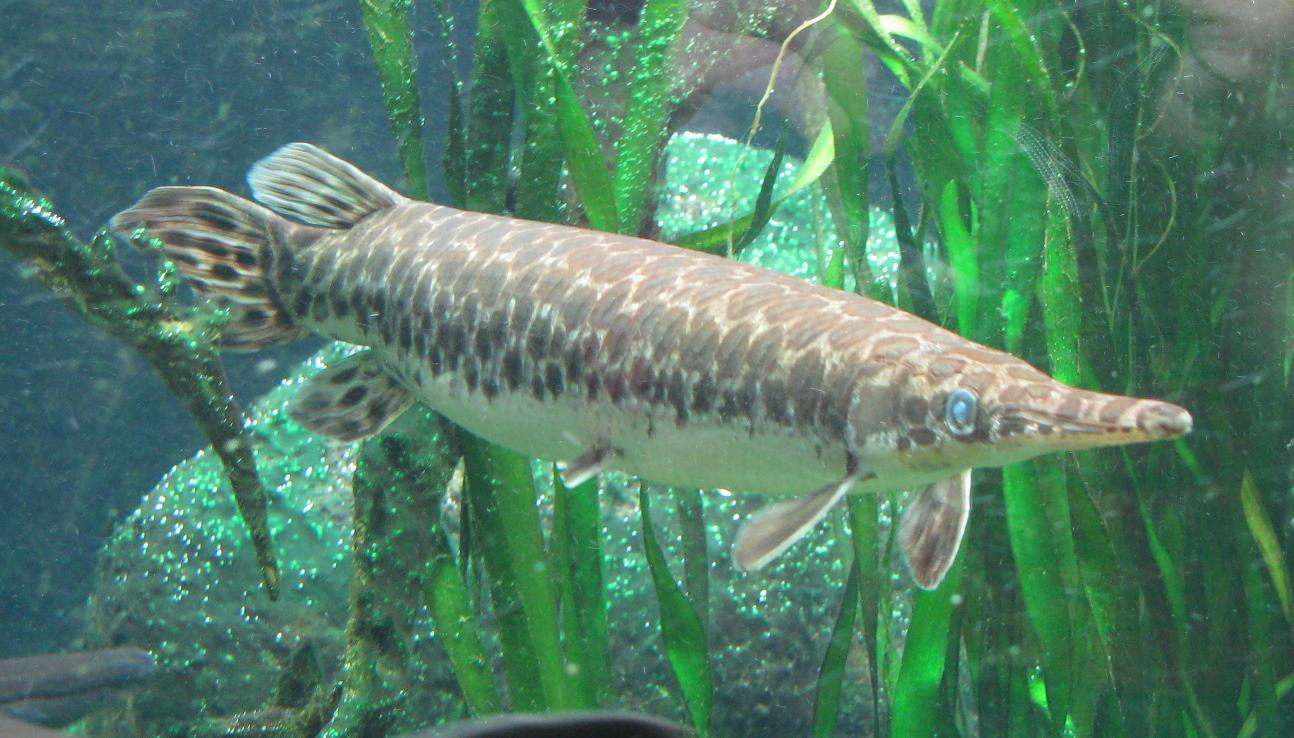
L.oculatus adulto en acuario, esta especie es la más popular entre los adeptos a la acuariofilia, dada su resistencia y belleza.

Actualmente los seres humanos están afectando directamente a esta especie mediante la destrucción de hábitat,de la vegetación acuática y el incremento de la sedimentación en las aguas de América del Norte por la creación de presas hidroeléctricas. Residuos químicos y drenaje en los lagos y ríos provocan acumulación de productos químicos y la contaminación del agua. En consecuencia, el agua se hace más oscura y causa que los tejidos de los catanes y sus presas tengan altos de mercurio (Hg) o acumulan altos niveles de compuestos cancerígenos en su cuerpo. El L. oculatus requiere de estanques cristalinos y los factores antropogénicos pueden disminuir su capacidad de supervivencia.
Esta especie no se encuentra en la Lista Federal de Especies en Peligro del Servicio de Pesca y Vida Silvestre de los Estados Unidos de América, aunque en algunos estados del norte de EUA se incluye en listas con la categoría de “preocupación especial”. En Canadá, L. oculatus está considerado como una especie “amenazada” por el Comité sobre el estatus de la Vida Silvestre en Peligro en Canadá. En aguas canadienses está protegido por la Ley de Especies en Riesgo y la Ley Federal Federal. El Programa de Gestión del Hábitat de Especies en Riesgo trabaja para proteger la especie y su hábitat. Los planes actuales de manejo para L. oculatus incluyen: el incrementar la calidad del agua, minimizar o evitar la contaminación, el análisis de muestras contaminadas. Actualmente, la mayor causa del descenso biológico de especies es la destrucción del hábitat, L. oculatus no es la excepción, sin el hábitat necesario, los pejelagartos no pueden crecer, desarrollarse y reproducirse normalmente, resultando en una disminución de la población. Los pejelagartos necesitan las áreas para desovar y ponen sus huevos en la vegetación acuática, sin el adecuado hábitat de desove sus huevos serán menos propensos a desarrollarse, a ser consumidos por artrópodos acuáticos  u otros peces o serán más vulnerables a los depredadores o factores antropogénicos.

#### Estatus de conservación en México
Según la última actualización (30 de diciembre de 2010, Diario Oficial de la Federación) de la Norma Oficial Mexicana 059 (NOM-059-SEMARNAT-2010) para la “Protección ambiental, Especies nativas de México de flora y fauna silvestres, Categorías de riesgo y especificaciones para su inclusión, exclusión o cambio de Lista de especies en riesgo”, la especie Lepisosteus oculatus se considera en categoría de “Amenazada”, que es aquella categoría que se designa a aquellas que podrían llegar a encontrarse en peligro de desaparecer a corto o mediano plazo, esto si siguen operando los factores que inciden negativamente en su viabilidad, al ocasionar el deterioro o modificación de su hábitat o disminuir directamente el tamaño de sus poblaciones.

#### Recomendaciones de manejo Internacionales
Esta especie debe ser monitoreada y manejada para evitar la disminución irreversible de sus poblaciones, para otras especies de peces grandes en Norteamérica los monitoreos poblacionales se han realizado con éxito utilizando electrochoques en transeptos de porciones específicas de su hábitat.  Después de realizar los muestreos en una porción de la población, los biólogos contarían con la información necesaria para fundamentar un plan de manejo en una muestra de la población para implementar un plan de manejo piloto a la especie. Los muestreos deberán de realizarse periódicamente durante ciertos meses del año o bien cada año, el monitoreo de la población podría ser realizado visualmente, mediante recorridos en barcos, durante los cuales se contabilice el número de individuos observados y su condición.
También es necesario que la captura de pejelagartos por parte de pescadores se reportada de manera constante, puntual y claramente, especialmente por los pescadores de caña y con arco (o arpón), dado que la pesca deportiva y de subsistencia, rara vez reporta sus capturas a las autoridades pesqueras y de vida silvestre (en U.S., Canadá y México), la tecnología submarina, como monitoreo remoto utilizando cámaras subacuáticas en puntos fijos podría ser utilizado para contabilizar pejelagartos. En el área de distribución de la especie, existen áreas libres de pesca protegidas por la ley; dichas áreas deberían ser muestreadas para comparar el estado y la salud de sus poblaciones con las de las zonas donde la pesca está permitida.
L. oculatus tiene pocos depredadores, se desconoce si sus poblaciones no afectadas por alguna especie exótica o especie introducida. Para un correcto manejo es necesario conocer con claridad los detalles de los factores abióticos que afectan a L. oculatus, para que a partir de ellos los manejadores y los ecólogos pueden establecer directrices para el aprovechamiento de la especie. Es necesario realizar mejoras jurídicas internacionales que favorezcan la protección y regulen efectivamente actividades que afectan negativamente a los peces, como el llenado y el dragado de marismas, esteros y ríos lo que incrementa la destrucción de sus hábitats costeros. Estas acciones resultan en la pérdida de hábitat y en última instancia, podría disminuir la población después de unas cuantas generaciones de actividad negativa repetitiva. La calidad del agua en s el ecosistema debe tener un nivel de calidad de designado y los biólogos patrocinados por los gobiernos deben comprobar los parámetros con frecuencia y resolver las problemáticas en caso de que dichos niveles sean bajos.
Las corporaciones industriales y las áreas urbanas deberían ser responsables de la contaminación que ocasionan por el desecho de agroquímicos, de compuestos orgánicos y aguas residuales. Los ciudadanos que utilizan los lagos y ríos en los que L. oculatus está presente deben ser educados sobre su importante papel en el ecosistema acuático, para que se integren en un esfuerzo conjunto para ayudar a mantener L. oculatus presente durante las generaciones por venir. Es necesario que se realicen investigaciones en muestras de tejido de los pejelagartos en los principales ríos para revisar la presencia de contaminantes.
L. oculatus no es una especie popular para los pescadores con caña, pero si lo es considerada especie de valor para los que “pescan” con arco u arpón. La promoción de la pesca de pejelagartos ayudaría a la conservación de las especies, siempre y cuando con anterioridad se desarrollaran criaderos para la repoblación de las áreas de pesca y naturales.El aumento de su popularidad entre los pescadores de caña podrá ayudar a los pejelagartos para proteger su medio ambiente, dado que sus métodos de pesca no son tan invasivos y la práctica de la “captura y liberación” es cada vez más popular.